# Snatcher
Snatcher (スナッチャー, Sunacchā) é um Cyberpunk adventure produzido pela Konami em 1988. Escrito e dirigido por Hideo Kojima, foi lançado para NEC PC-8801 e MSX2 no Japão em 1988. Foi relançado em 1992 para o PC Engine e em 1994 para Sega CD, sendo esta a única versão lançada fora do Japão. Por fim, foram lançadas versões para PlayStation e Sega Saturn. Foi um dos primeiros games a ser totalmente cinemático, além das versões para PC Engine e Sega CD inovarem ao introduzir a dublagem dos personagens.
Snatcher tem um grupo fiel de fãs, em especial do público adulto devido ao tema do jogo. O game já foi traduzido em vários idiomas graças a esses fãs. É influenciado por filmes de ficção científica dos anos 80, como Blade Runner e O Exterminador do Futuro.

## História

### Enredo
Em 6 de junho de 1996 uma explosão no Centro de Pesquisas de Chernoton, próximo a Moscou, liberou no ar uma arma biológica de nome "Lucifer-Alpha", que estava sendo desenvolvida secretamente no local. Levada pelas monções, ela se espalhou rapidamente pela Eurásia, matando 80% de sua população.
A área contaminada se torna inabitável durante décadas, quando então Lucifer-Alpha se transforma numa forma não letal. Este trágico incidente viria a ser conhecido como "A Catástrofe".
Cinqüenta anos depois, uma misteriosa forma de vida artificial (Bio-roids) é descoberta após ser encontrada entre as vítimas de um acidente aéreo. Parte orgânicos, parte máquinas, eles podem suar e até sangrar, fatores esses que quase impossibilitam seu reconhecimento entre humanos. Eles aparecem durante o inverno, assassinando suas vítimas e tomando seu lugar na sociedade. Por esse motivo eles são conhecidos como "Snatchers" (Raptores, em inglês), pois eles raptam suas vítimas antes de tomar o seu lugar.
Para combater a nova ameaça, o Governo cria em 2047 uma força-tarefa especialmente treinada chamada J.U.N.K.E.R. (uma abreviação para Judgement Uninfected Naked Kind & Execute Ranger na versão japonesa ou Japanese Undercover Neuro Kinetic Elimination Ranger na versão em inglês do jogo), formada pela junção da Força-Tarefa Especial Anti-Snatcher da Polícia e a "Rug Hunt", uma Agência de Inteligência do Governo.
Você joga como Gillian Seed, um homem que foi encontrado junto de sua esposa, Jamie Seed, na Zona Neutra Siberiana em 2044 d.C. Ambos em completo estado de amnésia, foram levados em custódia protetora pela 17ª Força de Investigação Siberiana. Em 2045, perdido em uma completa névoa mental e após tentar reatar em vão seu casamento, Gillian se separa de Jamie. Após extensivo treinamento militar, Gillian é ordenado a se apresentar na Sede da J.U.N.K.E.R. em Neo Kobe.
Seu objetivo é encontrar a fonte dos Snatchers e descobrir a ligação entre eles e o passado misterioso de Gillian.

## Jogabilidade
A perspectiva do jogo é fundada em primeira pessoa e usa uma interface baseada em menus que permitem ao protagonista (Gillian Seed) interagir com o ambiente. O jogador pode escolher entre as opções "Look" (Olhar), "Investigate" (Investigar), "Talk" (Conversar), "Ask" (Perguntar) e "Move" (Mover), além de outras opções, para adquirir itens-chave ou receber informações vitais de outros personagens. O jogador pode analisar itens pertencentes à Gillian ou mostrá-los a outros personagens. O jogador usa o Metal Gear (assistente robótico de Gillian) para comunicar-se com outros personagem por meio de um videofone ou salvar seu progresso atual no jogo. Durante os pontos-chave da história do jogo, o jogador precisa passar por sequências de tiro para defender Gillian de seus inimigos. Esses segmentos de tiro usam uma grade de 3x3 na qual o jogador pode mirar para disparar contra seus inimigos. Um stand de tiro para treino, chamado "Junker's Eyes" (Olhos da Junker, em português), é acessível no QG Junker e permite ao jogador medir sua precisão.

### Estrutura do jogo

#### Act 1: Snatch
O primeiro ato do jogo começa com o primeiro dia de Gillian no serviço como um Junker, tentando resolver o assassinato de um companheiro de trabalho e coletando algumas informações sobre os Snatchers.

#### Act 2: Cure
No segundo ato Gillian investiga em que local fica uma das bases de operação dos Snatchers. As versões de PC-88 e MSX2 terminam o jogo nesse ponto.

#### Act 3: Junk
No terceiro ato, que foi primeiramente introduzido na versão de PC Engine e incluído em cada versão subsequente, revela a verdade sobre o passado de Gillian e sua relação com a ameaça Snatcher, assim como a origem da ameaça Snatcher e os eventos que deram origem a Catástrofe.

## Versões
Há seis versões diferentes de Snatcher desde que o jogo estreou em 1988, cinco lançadas no Japão e uma versão lançada em inglês na América do Norte e Europa. As versões japonesas foram bastante fiéis umas as outras, com muitas das mudanças sendo superficiais ao jogo, como gráficos e música. As principais diferenças entre as versões mais antigas do PC-88 e MSX e as versões posteriores foram a adição do Ato 3 a história e o uso de dublagens para as cenas chave do jogo.

### Versões japonesas
Snatcher foi primeiramente lançado em 1988 para os computadores NEC PC-8801 e MSX2 em 26 de novembro e em 13 de dezembro, respectivamente. As primeiras versões foram lançadas em disquetes e foram inteiramente baseadas em texto, sem dublagem; ao invés de vozes um som eletrônico era emitido quando um personagem falava. A versão de MSX2 vinha com um cartucho de áudio para compatibilizar a música e os efeitos sonoros da versão do PC-88. Os gráficos da tela são um pouco menores nessa versão e ela tem tempos de espera mais longos. Devido a limites de tempo, os programadores foram forçados a cortar a história no fim do Ato 2, deixando de fora o final planejado originalmente. A Konami lançou um spin-off chamado SD Snatcher para o MSX2 em 27 de abril de 1990. SD Snatcher, um RPG, apresenta uma versão alternativa do roteiro original de Snatcher, com seu próprio final.
Snatcher foi relançado em CD-ROM para o PC Engine sob o título de: Snatcher: CD-ROMantic, lançado em 23 de outubro de 1992. Esta versão, além de oferecer gráficos e áudio aprimorados, adicionou a dublagem durante as partes chave do jogo, assim como o Ato 3, o final planejado que não havia sido incluído nas versões anteriores. A Konami lançou antes do lançamento de Snatcher um Pilot Disk (literalmente um disco piloto) em 7 de agosto, contendo uma demonstração jogável de um trecho do jogo, um trailer do jogo, uma base de dados dos personagens e mecânica do jogo, entre outras coisas. Esta foi a última versão do jogo desenvolvida pelo time original, incluindo o próprio Hideo Kojima.
Em 1996, Snatcher foi portado para o PlayStation (12 de fevereiro) e Sega Saturn (29 de março). À estas duas versões em 32-bits foram adicionados gráficos refeitos, uma abertura em animação CGI e outras mudanças sutis (a maioria delas derivadas da versão em inglês do Sega CD). Muitas cenas violentas foram censuradas, expressões de rostos (enquanto os personagens falam) foram completamente redesenhadas, e a música foi completamente remixada.

### Versão em inglês
A versão de Sega / Mega CD é basicamente portada da versão de PC Engine, com diversas liberdades tomadas com a trama do jogo. Entretanto, isso também adiciona suas próprias melhorias ao jogo.
Uma versão de Snatcher em inglês de Snatcher foi produzida para o Sega CD (ou Mega CD) na América do Norte e Europa, sendo ambas as versões lançadas em dezembro de 1994. A versão de Sega CD foi produzida especificamente para o mercado fora do Japão e foi feita baseada na versão do PC Engine. O roteiro foi traduzido por Scott T. Hards, com Jeremy Blaustein (que mais tarde traduziria Metal Gear Solid) supervisando a produção. Esta versão trazia suporte para a pistola Justifier da Konami, periférico de jogos de tiro.
Várias mudanças foram feitas para adequar-se aos diferentes padrões de censura fora do Japão, principalmente devido ao conteúdo sexual. A idade de Katrina foi mudada de 14 da versão japonesa para 18 na versão em inglês (devido a uma cena de nudez no chuveiro em uma parte do jogo) e a exposição de um dos seios de uma Snatcher morta foi coberta. Uma cena exibida no PC Engine, que exibe um cachorro morto contorcendo-se com seus órgãos internos expostos, foi refeita, exibindo somente o cachorro inerte. A clientela do clube noturno Outer Heaven, que originalmente parodiava personagens famosos de personagens de ficção científica, foram mudados para personagens da Konami para evitar qualquer potencial violação de direitos autorais. Os Snatchers "nus" foram também refeitos, de modo fossem menos semelhantes aos robôs de O Exterminador do Futuro: seus endoesqueletos foram repintados com corpos cor-de-oliva e seus olhos vermelhos foram mudados para verde.
A versão de Sega CD tem uma abertura estendida (adaptada do mangá introdutório apresentado no manual do jogo) e o Ato 3 foi revisado para permitir mais interação do jogador. O final foi estendido com a adição da aparição de Katrina e Mika na cena final do jogo, assim como uma participação especial de Napoleon.
De acordo com Blasutein, a versão de Sega CD de Snatcher vendeu somente "algumas milhares de unidades" na América do Norte. Ele atribui a falha comercial do jogo ao minguante apoio ao periférico na época do lançamento do jogo.
Em Abril de 2015, um port não-oficial foi criado por um desenvolvedor independente para o Virtual Boy.